# Orizowo
Orizowo (bułg. Оризово) – wieś w południowej Bułgarii, w obwodzie Stara Zagora, w gminie Bratja Daskałowi. Według danych Narodowego Instytutu Statystycznego, 31 grudnia 2011 roku wieś liczyła 1452 mieszkańców.

## Położenie
Orizowo znajduje się na nizinie Górnotrackiej, 7 km od Maricy. Znajduje się tu zbiornik retencyjny Orizowo.

## Historia
We wsi odkryto starożytną wieś Traków Ranilum. Dawniej wieś nazywała się Czełtukczi.

## Infrastruktura

### Infrastruktura społeczna
We wsi znajdują się: kmetstwo, szkoła podstawowa, szkoła rolnicza, przedszkole, ośrodek zdrowia, gabinet dentystyczny, poczta, dom kultury Pawła Matewa, restauracje. W miejscowości znajduje się stacja kolejowa wybudowana w 1928 roku.

### Infrastruktura techniczna
Orizowo posiada kanalizację oraz internet.

## Urodzeni w Orizowie
- Paweł Matew – pisarz